# 是永純弘
是永 純弘（これなが すみひろ、1928年5月15日 - 1999年7月24日）は、日本の経済統計学者。経済学博士（北海道大学）。

## 経歴
- 1928年 中華民国青島市（当時の日本の租借地）で生まれる
- 1945年 青島日本中学校卒業
- 1948年 山口高等学校 (旧制)理科甲類卒業
- 1952年 北海道大学法経学部経済学科卒業
- 1957年 北海道大学大学院経済学研究科(旧制)修了
- 1957年 北海道大学経済学部助手
- 1962年 法政大学経済学部助教授　同年3月　北海道大学 経済学博士　論文の題は「経済学研究における数学利用の基礎的諸条件に関する研究 」[1]。
- 1965年 法政大学経済学部教授
- 1971年 北海道大学経済学部教授
- 1984年 北海道大学経済学部長（～1985年）
- 1992年 北海道大学名誉教授・札幌学院大学経済学部教授
- 1999年7月24日 死去

## エピソード
1945年4月から終戦の8月まで海軍経理学校に在籍していたことがある。

## 主著
- 『統計学（改訂版）』（共著、有斐閣、1966年）
- 『現代経済学の方法と思想』（編著、日本評論社、1975年）
- 『社会科学のための統計学』（共著、評論社、1976年）
- 『統計学』（共編著、産業統計研究社、1984年）
- 『経済学と統計的方法』（八朔社、2000年）

## 門下生
- 小黒正夫 - 旭川大学名誉教授
- 広田真人 - 首都大学東京客員教授